# بندر تنگ
بندر تَنگ، روستایی در دهستان تنگ بخش کهیر شهرستان کنارک در استان سیستان و بلوچستان ایران است. این روستا، مرکز دهستان تنگ است.

## جاذبه گردشگری
مهمترین جاذبه گردشگری نزدیک این روستا گل‌فشان‌ که پدیده‌ای طبیعی است که طی آن گل‌ولای از زیر زمین به شکل چشمه‌وار به سطح زمین می‌رسد و شکل ماهوری بخود می‌گیرد.
دیگر جاذبه این روستا به دلیل تلاقی کویر و دریا است که البته با توجه به شهرت روستای درک کمتر مورد توجه واقع شده است اما همان ویژگی را داراست.
از دیگر جاذبه های این روستا اسکله ماهیگیری آن است. یکی از لنج های قدیمی در این اسکله در موقعیتی قرار گرفته که با پایین رفتن آب به نحوی دیده میشود که گویی وسط بیابان است.

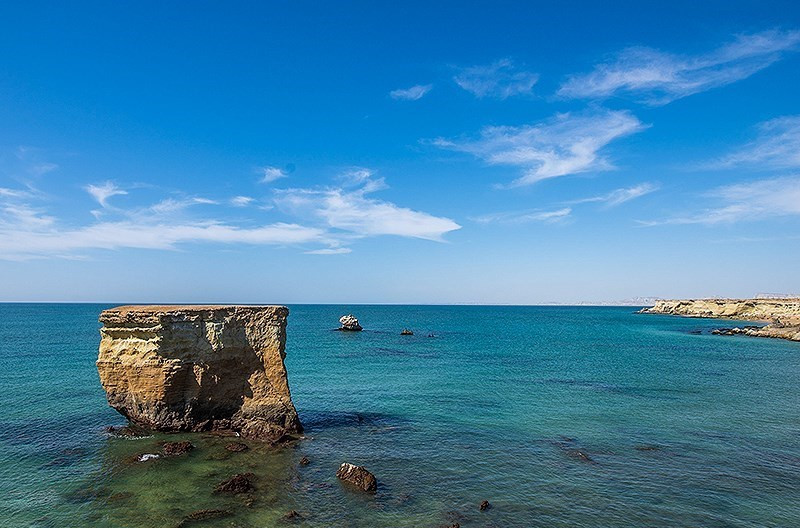
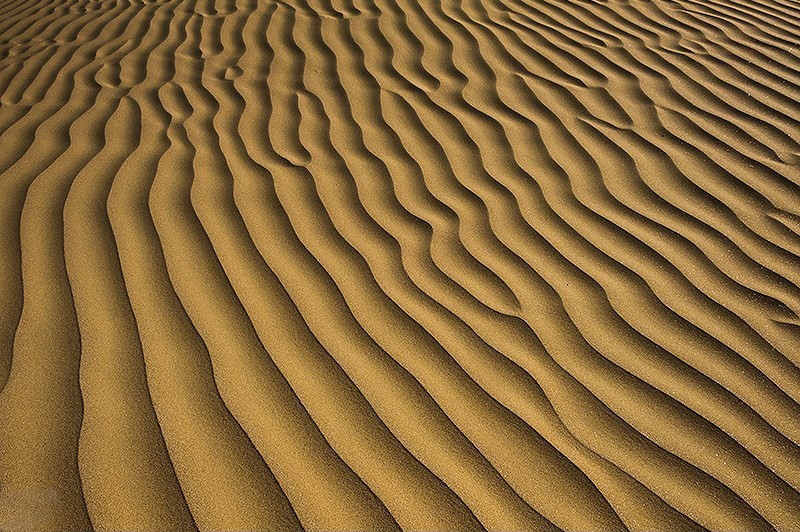
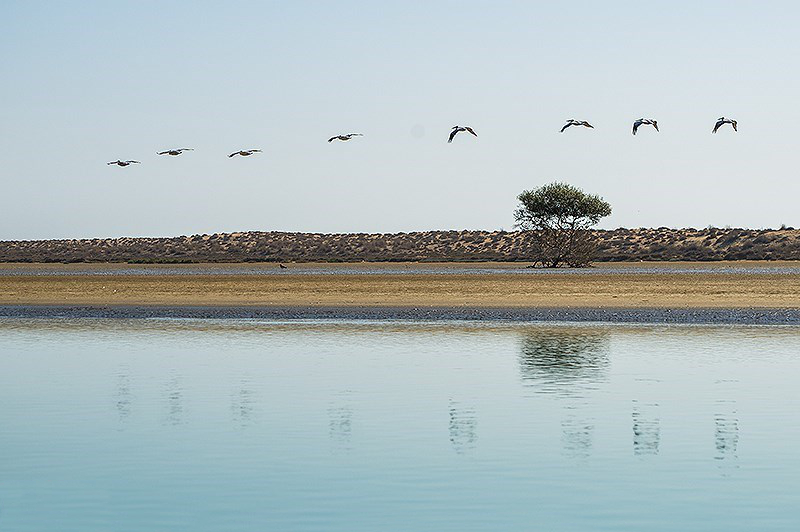
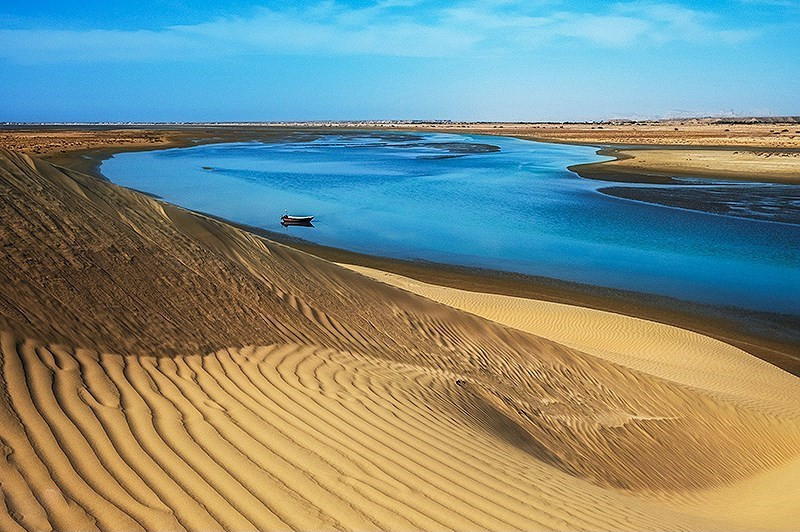

## جمعیت
بر پایه سرشماری عمومی نفوس و مسکن در سال ۱۳۹۵، جمعیت این روستا برابر با ۱٬۵۰۴ نفر (۳۴۴ خانوار) بوده‌است.